# Gritando en Silencio
Gritando en Silencio (abreviado GES) es un grupo español de Rock, formado por Marcos Molina (composición, voz y guitarras), Alberto Curtido (bajo), Jorge Correa (batería) y Sócrates López (guitarra solista). El grupo ha destacado por su cercanía con el público y su compromiso por mantener la verdadera esencia del rock, con un toque reivindicativo de cara a los problemas sociales. Por iniciativa de los seguidores y oyentes, todos los 22 de abril se celebra el día de la banda, en honor a la canción "A La Luz De Una Sonrisa" de su primer álbum de estudio, por contener la fecha en sus líricas.

## Trayectoria
La primera maqueta del grupo fue ¿Y ahora qué? en la primavera de 2004, grabada y masterizada en los estudios Sputnik por Jordi Gil, y consistió en cuatro canciones: "Despojos de poeta", "Gritando en Silencio", "Rutina en las venas" y "¿Dónde te has quedado?". Se ofreció de forma gratuita en su página web. En este trabajo, con la colaboración del cantante sevillano Albertucho. Un año después de hacer su segundo demo; Destilería de rock and roll, de producción propia y que también consistió en cuatro temas.
En 2009 sale a la luz su primer LP Contratiempo, que consta de catorce canciones, más de una hora de música, que contó con colaboraciones con Albertucho, Fernando Madina, el cantante de Reincidentes, y Juan Manuel Cifuentes, guitarra y voz del grupo Iratxo. El álbum está disponible en su sitio web , publicado bajo una licencia Creative Commons.
En 2011 publican su segundo disco Maldito, que les impulsa como uno de los grupos con más progresión dentro del Rock en Español. A partir de ese año son habituales sus actuaciones en festivales como Viña Rock.[cita requerida]
En 2014 Aldo Jaenes, bajista del grupo, abandona la formación y es sustituido por Alberto Curtido (Kurty), bajista de Shake Before Use. Ese mismo año fichan por Warner Music España y en 2015 publican su tercer disco La Edad de Mierda, compuesto por trece canciones. El grupo siempre se ha caracterizado por ser más que una formación de integrantes con talento para la música, destacando su cercanía con el público y su compromiso por mantener la verdadera esencia del rock, con un toque reivindicativo de cara a los problemas sociales.
El día 21 de mayo de 2018, la banda anuncia su cuarto disco a través de sus redes sociales y un video en YouTube. Tiempo después, el 7 de septiembre del mismo año, anuncian la fecha de salida para el 9 de noviembre y el nombre del nuevo disco, titulado "Material Inflamable", a través de un pequeño teaser. El 25 de septiembre la banda revela el tracklist y la portada del álbum (realizada por Patte Live Photography). A falta de un mes de la puesta en venta del álbum, el 5 de octubre sale a la luz (como 1° sencillo de Material Inflamable), "Como Si No Hubiera Nada Mas". El 17 de octubre se anuncia la "Gira Incendiaria", que recorrerá toda España, incluyendo 5 shows acústicos en Sevilla, Madrid, Valencia, Barcelona, Bilbao y Málaga. El 19 de octubre lanzan "Sácame de Aquí" como segundo sencillo del nuevo álbum con un videoclip. El 2 de noviembre se lanza "Rumbo De Colisión" como tercer y último sencillo de Material Inflamable. El 9 de noviembre sale a la venta mundial "Material Inflamable", disponible en todas las plataformas de streaming (Deezer, Spotify, Apple Music, Amazon Music, etc), Youtube y en formato físico en CD y en vinilo. Material Inflamble alcanzó el puesto n°12 en las listas de discos más vendidos de España en su primera semana, convirtiéndose en el disco más vendido de Rock en español del momento.

## Discografía

### Maquetas
- ¿Y ahora qué? (2004)
- Destilería de rock and roll, (2005)

### Álbumes de estudio
- Contratiempo (2009)
- Maldito (2011)
- La Edad de Mierda (2015)
- Material Inflamable (2018)

### Álbumes en directo
- Gira Incendiaria (2020)